# 四川藏语佛学院阿坝分院
四川藏语佛学院甘孜分院位于四川省阿壩藏族羌族自治州理县。

## 学校简介
- 2021年11月27日，四川省藏语佛学院阿坝分院落成暨开班典礼于在阿坝州理县举行。四川省委常委、统战部部长田向利出席活动并为学院揭牌[1]。

## 历任院长
- 达扎·尕让托布旦拉西降措（2021年11月-）

## 校舍
- 目前已建成综合楼、学术报告厅、教职公寓、学员公寓等7栋现代化教学保障大楼，各类教学保障用房177间，可同时满足260余名学员学习培训[1]。
- 学院二期工程已经国家发改委批复，纳入“十四五”规划，全面建成后学院办学条件将得到进一步提升[1]。